# 亞的斯亞貝巴-阿達瑪高速公路

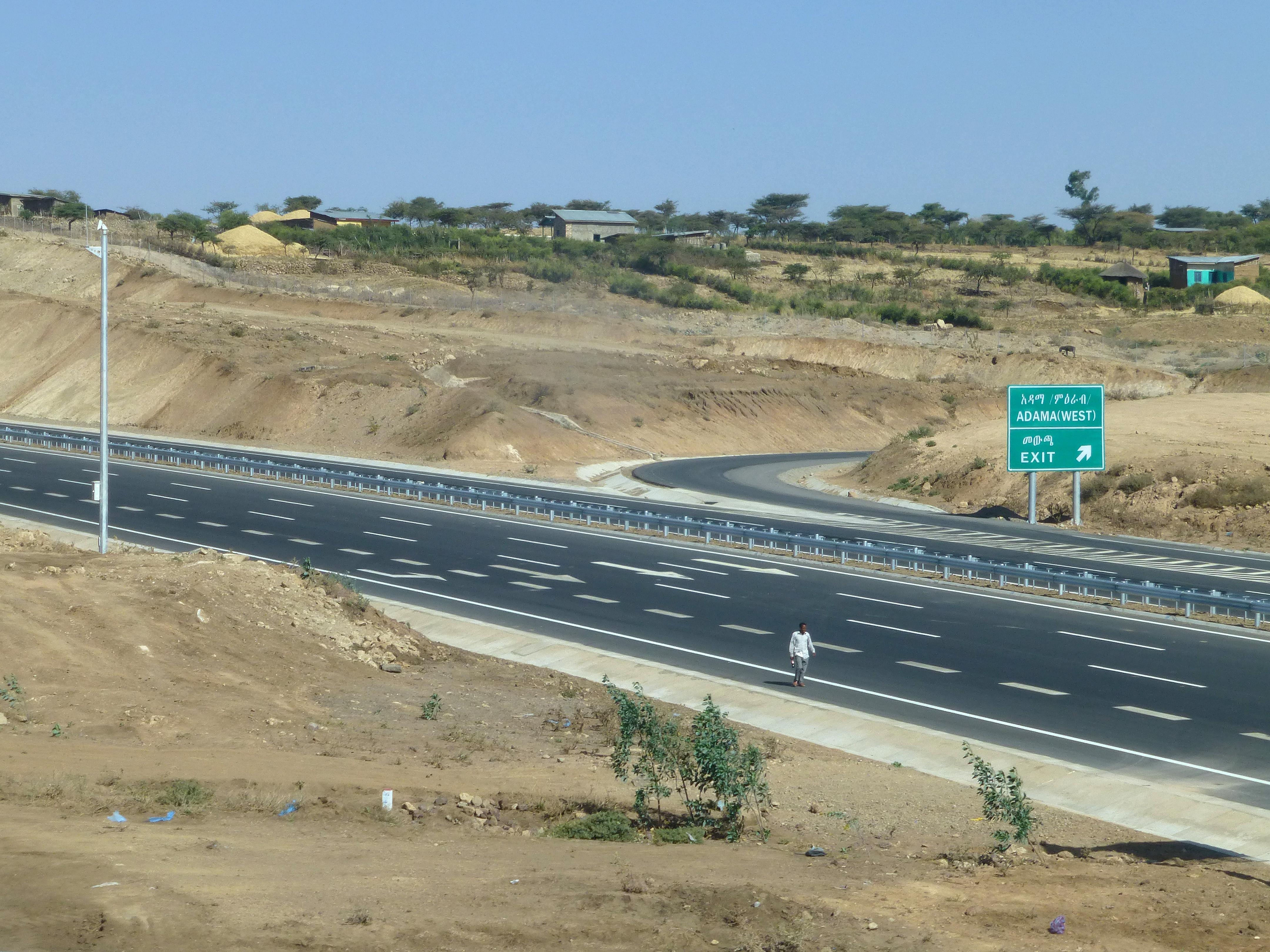
在阿達瑪的一段公路

亞的斯亞貝巴-阿達瑪高速公路是連接埃塞俄比亞首都亞的斯亞貝巴和阿達瑪的一條高速公路，是埃國、以至東非第一條高速公路。
公路全長80公里、六線行車（預留未來擴充至八線），設八個收費站，是該國第一條收費公路。落成後來往亞的斯亞貝巴和阿達瑪的需時會由平均兩小時縮減至45分鐘。
公路總投資6.12億美元，其中3.5億由中國貸款。2010年4月21日動工，由中國交通建設承建。2014年5月5日舉行一期工程竣工典禮，由埃國總理海爾馬里亞姆·德薩萊尼和中國國務院總理李克強主持。2014年9月14日通車。
二期工程於2014年動工，連接一期公路與亞的斯亞貝巴市郊，長約28公里。2016年8月6日舉行二期竣工典禮。